# Campionati mondiali di ginnastica artistica
I Campionati mondiali di ginnastica artistica rappresentano il campionato del mondo per le specialità della ginnastica artistica. Si sono svolti a cadenza irregolare (attualmente annuale, esclusi gli anni olimpici) a partire dal 1903.
Dal 2001 si svolgono ogni anno, ad esclusione dell'anno in cui si svolgono anche le Olimpiadi. 
Ai Mondiali di un anno post-olimpico (2005, 2009, 2013...) non si svolge la finale a squadre ma solo la finale individuale e le finali ad attrezzo, e ogni nazione può mandare un massimo di quattro atleti/e; in tutti gli altri anni invece si svolgono anche le finali a squadre, e le nazioni mandano una squadra di cinque atlete/i.
Come per le Olimpiadi e per i Campionati continentali, vige la regola del passaporto (in inglese "two-per-country rule"): alla finale individuale e alle finali ad attrezzo possono accedere al massimo due atleti/e per nazione.

## Edizioni
| Anno | Edizione           | Località     |
| ---- | ------------------ | ------------ |
| 1903 | I                  | Anversa      |
| 1905 | II                 | Bordeaux     |
| 1907 | III                | Praga        |
| 1909 | IV                 | Lussemburgo  |
| 1911 | V                  | Torino       |
| 1913 | VI                 | Parigi       |
| 1922 | VII                | Lubiana      |
| 1926 | VIII               | Lione        |
| 1930 | IX                 | Lussemburgo  |
| 1934 | X                  | Budapest     |
| 1938 | XI                 | Praga        |
| 1950 | XII                | Basilea      |
| 1954 | XIII               | Roma         |
| 1958 | XIV                | Mosca        |
| 1962 | XV                 | Praga        |
| 1966 | XVI                | Dortmund     |
| 1970 | XVII               | Lubiana      |
| 1974 | XVIII              | Varna        |
| 1978 | XIX                | Strasburgo   |
| 1979 | XX                 | Fort Worth   |
| 1981 | XXI                | Mosca        |
| 1983 | XXII               | Budapest     |
| 1985 | XXIII              | Montréal     |
| 1987 | XXIV               | Rotterdam    |
| 1989 | XXV                | Stoccarda    |
| 1991 | XXVI               | Indianapolis |
| 1992 | XXVII              | Parigi       |
| 1993 | XXVIII             | Birmingham   |
| 1994 | XXIX (individuale) | Brisbane     |
| 1994 | XXX (a squadre)    | Dortmund     |
| 1995 | XXXI               | Sabae        |
| 1996 | XXXII              | San Juan     |
| 1997 | XXXIII             | Losanna      |
| 1999 | XXXIV              | Tientsin     |
| 2001 | XXXV               | Gand         |
| 2002 | XXXVI              | Debrecen     |
| 2003 | XXXVII             | Anaheim      |
| 2005 | XXXVIII            | Melbourne    |
| 2006 | XXXIX              | Aarhus       |
| 2007 | XL                 | Stoccarda    |
| 2009 | XLI                | Londra       |
| 2010 | XLII               | Rotterdam    |
| 2011 | XLIII              | Tokyo        |
| 2013 | XLIV               | Anversa      |
| 2014 | XLV                | Nanning      |
| 2015 | XLVI               | Glasgow      |
| 2017 | XLVII              | Montréal     |
| 2018 | XLVIII             | Doha         |
| 2019 | XLIX               | Stoccarda    |
| 2021 | L                  | Kitakyūshū   |
| 2022 | LI                 | Liverpool    |
| 2023 | LII                | Anversa      |
| 2025 | LIII               | Giacarta     |
| 2026 | LIV                | Rotterdam    |
| 2027 | LV                 | Chengdu      |

## Medagliere
| Posiz.                                         | Nazione                           | Oro | Argento | Bronzo | Totale |
| ---------------------------------------------- | --------------------------------- | --- | ------- | ------ | ------ |
| 1                                              | Unione Sovietica                  | 111 | 86      | 59     | 256    |
| 2                                              | Cina                              | 82  | 54      | 44     | 180    |
| 3                                              | Stati Uniti                       | 58  | 47      | 39     | 144    |
| 4                                              | Giappone                          | 48  | 50      | 67     | 165    |
| 5                                              | Romania                           | 48  | 45      | 42     | 135    |
| 6                                              | Cecoslovacchia(1)                 | 44  | 37      | 30     | 111    |
| 7                                              | Russia                            | 36  | 43      | 36     | 115    |
| 8                                              | Francia                           | 25  | 30      | 25     | 80     |
| 9                                              | Svizzera                          | 19  | 16      | 15     | 50     |
| 10                                             | Germania Est                      | 17  | 13      | 29     | 59     |
| 11                                             | Jugoslavia                        | 17  | 12      | 9      | 38     |
| 12                                             | Italia                            | 14  | 10      | 28     | 52     |
| 13                                             | Bielorussia                       | 14  | 7       | 11     | 32     |
| 14                                             | Ungheria                          | 11  | 15      | 8      | 34     |
| 15                                             | Corea del Nord                    | 8   | 3       | 3      | 14     |
| 16                                             | Ucraina                           | 7   | 12      | 16     | 35     |
| 17                                             | Gran Bretagna                     | 7   | 11      | 9      | 27     |
| 18                                             | Grecia                            | 7   | 2       | 2      | 11     |
| 19                                             | Germania                          | 6   | 9       | 17     | 32     |
| 20                                             | Corea del Sud                     | 6   | 2       | 3      | 11     |
| 21                                             | Paesi Bassi                       | 5   | 8       | 3      | 16     |
| 22                                             | Bulgaria                          | 5   | 6       | 13     | 24     |
| 23                                             | Brasile                           | 5   | 5       | 4      | 14     |
| 24                                             | Comunità degli Stati Indipendenti | 5   | 3       | 5      | 13     |
| 25                                             | Polonia                           | 5   | 2       | 9      | 16     |
| 26                                             | Slovenia                          | 3   | 4       | 0      | 7      |
| 27                                             | Spagna                            | 3   | 3       | 2      | 8      |
| 28                                             | Svezia                            | 3   | 1       | 2      | 6      |
| 29                                             | Finlandia                         | 2   | 5       | 1      | 8      |
| 29                                             | Germania Ovest                    | 2   | 5       | 1      | 8      |
| 31                                             | Belgio                            | 2   | 4       | 5      | 11     |
| 32                                             | Australia                         | 2   | 4       | 4      | 10     |
| 33                                             | Uzbekistan                        | 1   | 2       | 3      | 6      |
| 34                                             | Croazia                           | 1   | 2       | 1      | 4      |
| 35                                             | Austria                           | 1   | 1       | 1      | 3      |
| 36                                             | Turchia                           | 1   | 1       | 0      | 2      |
| 37                                             | Lussemburgo                       | 1   | 0       | 4      | 5      |
| 38                                             | Filippine                         | 1   | 0       | 1      | 2      |
| 39                                             | Kazakistan                        | 1   | 0       | 0      | 1      |
| 40                                             | Canada                            | 0   | 6       | 5      | 11     |
| 41                                             | Cuba                              | 0   | 2       | 3      | 5      |
| 42                                             | Israele                           | 0   | 2       | 2      | 4      |
| 43                                             | Lettonia                          | 0   | 2       | 1      | 3      |
| 43                                             | Taipei cinese                     | 0   | 2       | 1      | 3      |
| 45                                             | Messico                           | 0   | 1       | 1      | 2      |
| 46                                             | Armenia                           | 0   | 0       | 1      | 1      |
| 46                                             | Azerbaigian                       | 0   | 0       | 1      | 1      |
| 46                                             | Irlanda                           | 0   | 0       | 1      | 1      |
| 46                                             | Porto Rico                        | 0   | 0       | 1      | 1      |
| 46                                             | Vietnam                           | 0   | 0       | 1      | 1      |
| Tabella aggiornata ai Campionati mondiali 2019 |                                   |     |         |        |        |

(1) include la Boemia